# Gadrel
Gadrel est le nom de l'archange rebelle qui, d'après le Livre d'Énoch (ch. LXVIII, 7), vient sur terre pour séduire Ève. Il est l'ange que Dieu a choisi comme gardien et Gadrel a permis à Lucifer d'entrer dans le jardin sous la forme d'un serpent.  Source de tous les pêchés des hommes sur terre, de la naissance du mal, des démons, de l'enfer et de la corruption de l'humanité...  